# NGC 3732
NGC 3732 је спирална галаксија у сазвежђу Пехар која се налази на NGC листи објеката дубоког неба.
Деклинација објекта је - 9° 50' 43" а ректасцензија 11h 34m 13,9s. Привидна величина (магнитуда) објекта NGC 3732 износи 12,5 а фотографска магнитуда 13,4. Налази се на удаљености од 26,9000 милиона парсека од Сунца. NGC 3732 је још познат и под ознакама MCG -2-30-5, IRAS 11316-0934, PGC 35734.